# Söderby, Upplands Väsby kommun
Söderby är en ort i Eds socken i Upplands Väsby kommun Stockholms län. Bebyggelsen i orten och dess kringområde var tidigare avgränsad till en småort namnsatt till Söderby och Hemmingstorp (tidigare benämnd enbart Söderby). En mindre del, Hemmingstorp, av småorten ligger i Sollentuna kommun. Vid 2015 års småortsavgränsning hade folkmängden i området minskat till under 50 personer och småorten upplöstes.